# Liste der Monuments historiques in Saint-Hubert (Moselle)
Die Liste der Monuments historiques in Saint-Hubert führt die Monuments historiques in der französischen Gemeinde Saint-Hubert auf.

## Liste der Bauwerke
| Bezeichnung              | Beschreibung                                                                          | Standort                     | Kennzeichnung | Schutzstatus | Datum | Bild           |
| ------------------------ | ------------------------------------------------------------------------------------- | ---------------------------- | ------------- | ------------ | ----- | -------------- |
| Kloster Villers-Bettnach | Portal, 17. Jahrhundert; Ruinen der Kirche und einer Kapelle, 12. und 13. Jahrhundert | nordöstlich des Ortes (Lage) | PA00106988    | Classé       | 1905  | weitere Bilder |

## Liste der Objekte
| Bezeichnung               | Beschreibung                                          | Standort                        | Kennzeichnung | Schutzstatus | Datum | Bild |
| ------------------------- | ----------------------------------------------------- | ------------------------------- | ------------- | ------------ | ----- | ---- |
| Skulptur Madonna mit Kind | Kalkstein, moderne Fassung, Ende des 14. Jahrhunderts | in der Kapelle von Rabas (Lage) | PM57000402    | Classé       | 1984  |      |